# Tableau des médailles des Jeux paralympiques d'été de 1968
Le tableau des médailles des Jeux paralympiques d'été de 1968 donne le classement, selon le nombre de médailles gagnées par leurs athlètes, des pays participant aux Jeux paralympiques d'été de 1968, tenus à Tel Aviv, en Israël, du 4 au 13 novembre 1968.

## Tableau des médailles
- Pays organisateur (Israël)

| Rang  | Nation               | Or  | Argent | Bronze | Total |
| ----- | -------------------- | --- | ------ | ------ | ----- |
| 1er   | États-Unis           | 33  | 27     | 39     | 99    |
| 2e    | Grande-Bretagne      | 29  | 20     | 20     | 69    |
| 3e    | Israël               | 18  | 21     | 23     | 62    |
| 4e    | Australie            | 15  | 16     | 7      | 38    |
| 5e    | France               | 13  | 10     | 9      | 32    |
| 6e    | Allemagne de l'Ouest | 12  | 12     | 11     | 35    |
| 7e    | Italie               | 12  | 10     | 17     | 39    |
| 8e    | Pays-Bas             | 12  | 4      | 4      | 20    |
| 9e    | Argentine            | 10  | 10     | 10     | 30    |
| 10e   | Afrique du Sud       | 9   | 10     | 7      | 28    |
| 11e   | Rhodésie             | 6   | 7      | 7      | 20    |
| 12e   | Canada               | 6   | 6      | 7      | 19    |
| 13e   | Norvège              | 5   | 3      | 1      | 9     |
| 14e   | Jamaïque             | 3   | 1      | 1      | 5     |
| 15e   | Autriche             | 2   | 7      | 10     | 19    |
| 16e   | Japon                | 2   | 2      | 8      | 12    |
| 17e   | Suède                | 1   | 6      | 4      | 11    |
| 18e   | Nouvelle-Zélande     | 1   | 2      | 1      | 4     |
| 19e   | Irlande              | 0   | 4      | 5      | 9     |
| 20e   | Belgique             | 0   | 3      | 3      | 6     |
| 21e   | Espagne              | 0   | 3      | 1      | 4     |
| 22e   | Suisse               | 0   | 2      | 6      | 8     |
| Total |                      | 189 | 186    | 201    | 576   |